# 中津警察署
中津警察署（なかつけいさつしょ）は、大分県警察が管轄する警察署の一つである。

## 沿革
- 1877年（明治10年）2月 - 設置。

## 交番・駐在所
- 中津駅交番 - 中津市大字島田219-2
- 中津南交番 - 中津市大字上宮永388-1
- 中津東交番 - 中津市大字上如水1842-1
- 山口警察官駐在所 - 中津市三光田口50-46
- 真坂警察官駐在所 - 中津市三光土田516
- 洞門警察官駐在所 - 中津市本耶馬渓町樋田277-2
- 上津警察官駐在所 - 中津市本耶馬渓町折元1199-1
- 柿坂警察官駐在所 - 中津市耶馬渓町大字柿坂686-3
- 下郷警察官駐在所 - 中津市耶馬渓町大字大島205-5
- 山国町宇曽警察官駐在所 - 中津市山国町宇曽1232-3
- 山国町草本警察官駐在所 - 中津市山国町草本568-2

## アクセス
- JR九州日豊本線 中津駅から徒歩約15分
- 大交北部バス 中津警察署前停留所下車